# یاهوتین
شهر یاهوتین (به روسی: Яготин) در استان کیف در کشور اوکراین واقع شده‌است. جمعیت این شهر ۲۳٬۶۵۹ نفر است.